# Pierre Richard
Pierre Richard, född Pierre Richard Maurice Charles Léopold Defays den 16 augusti 1934 i Valenciennes i Nord i Frankrike, är en fransk skådespelare, filmregissör, manusförfattare och filmproducent. Efter att ha blivit en berömd komisk skådespelare av fransk film i början av 1970-talet, är han välkänd för och framgångsrik med att spela burleska, distraherade och klumpiga karaktärer. Han spelade flera gånger karaktärerna François Pignon eller François Perrin i filmer av Francis Veber. Han bär ofta smeknamnet "Le Grand Blond" sedan filmen Den långe blonde med en svart doja.

## Tidigt liv
Pierre Richard Defays föddes i en borgerlig familj från Valenciennes. Han är sonson till entreprenören Léopold Defays. Han tillbringade sin barndom och tonåren i sin födelsestad. Uppmuntrad av sin familj att lära sig ett yrke, studerade han kinesiterapi utan att ge upp att bli skådespelare.

## Skådespelarkarriär
Richard började sin filmkarriär 1968 i filmen Alexandre le bienheureux i regi av Yves Robert. Han regisserade sedan 1970 sin första film Le Distrait, följt av Les Malheurs d'Alfred (1972) och Je sais rien, mais je dirai tout (1973). Han spelade i filmen Den långe blonde med en svart doja (1973) och i uppföljaren Le Retour du grand blond (1974), båda i regi av Yves Robert och skriven av Francis Veber, som gav honom huvudrollen i filmen Le Jouet (1976), hans första film som regissör. Han spelade också huvudrollen tillsammans med Jane Birkin i filmerna Galen till tusen! (1974) och Det brinner i knutarna (1975), båda i regi och skriven av Claude Zidi.
Han spelade huvudrollen i filmerna Nu sticker vi (1978) och Le Coup du parapluie (1980), båda i regi och skriven av Gérard Oury. Han spelade samma år huvudrollen i två av hans filmer Blyg man gör så gott han kan (1978) och C'est pas moi, c'est lui (1980). Pierre Richard och Francis Veber började på 1980-talet ett samarbete med de framgångsrika filmerna La Chèvre (1981), Les Compères (1983) och Ett rån för mycket (1986), där Pierre Richard spelade huvudrollen med Gérard Depardieu.

## Återkommande namn
Pierre Richard har spelat flera karaktärer med samma namn, men utan någon koppling mellan dem.
François Perrin i filmerna :
- Den långe blonde med en svart doja och Le Retour du grand blond, en violinist används som "fälla för dåre" och blir tagen för en hemlig agent.
- Intet nytt under kjolen, en fotograf som skriver ett manus och säljer det till en filmproducent av pornografi.
- Le Jouet, en arbetslös journalist köps som en leksak i en stor butik av sonen till en mäktig affärsman.
- La Chèvre, en olycklig revisor skickas till Mexiko och assisteras av en privatdetektiv.

Pierre Renaud i filmerna :
- Blyg man gör så gott han kan, en hotellkassör som lider av en sjuklig blyghet och försöker att förföra en rik kund med hjälp av en äktenskapsagent.
- C'est pas moi, c'est lui, en spökskrivare som skriver för samma författare och som har tur att arbeta med en känd producent.

François Pignon i filmerna :
- Les Compères, en arbetslös och deprimerad lärare med uppdrag att undersöka med en journalist.
- Ett rån för mycket, en arbetslös manager, far till en fem år gammal flicka, som misslyckas med en hold-up och tvingas fly med en inbrottstjuv.

## Privatliv
Pierre Richard har varit gift flera gånger. Han har två söner, Olivier och Christophe Defays, som är både skådespelare och musiker.

## Filmografi i urval
Pierre Richard spelade i alla filmer han själv regisserat.
| År   | Titel                               | Roll                                         | Regissör                      |
| ---- | ----------------------------------- | -------------------------------------------- | ----------------------------- |
| 1967 | Un idiot à Paris                    | polis                                        | Serge Korber                  |
| 1968 | Alexandre le bienheureux            | Colibert                                     | Yves Robert                   |
| 1969 | Trois hommes sur un cheval          | målaren                                      | Marcel Moussy                 |
| 1970 | Le Distrait                         | Pierre Malaquet                              | Pierre Richard                |
| 1971 | La Coqueluche                       | Pierre                                       | Christian-Paul Arrighi        |
| 1972 | Les Malheurs d'Alfred               | Alfred Dhumonttyé                            | Pierre Richard                |
| 1973 | Den långe blonde med en svart doja  | François Perrin                              | Yves Robert                   |
| 1973 | Je sais rien, mais je dirai tout    | Pierre Gastié-Leroy                          | Pierre Richard                |
| 1974 | Juliette et Juliette                | Bob Rozenec                                  | Remo Forlani                  |
| 1974 | Un nuage entre les dents            | Prévot                                       | Marco Pico                    |
| 1974 | Galen till tusen!                   | Pierre Durois                                | Claude Zidi                   |
| 1974 | Le Retour du grand blond            | François Perrin                              | Yves Robert                   |
| 1975 | Det brinner i knutarna              | Pierre Vidal                                 | Claude Zidi                   |
| 1976 | Intet nytt under kjolen             | François Perrin                              | Georges Lautner               |
| 1976 | Les Naufragés de l'île de la Tortue | Jean-Arthur Bonaventure                      | Jacques Rozier                |
| 1976 | Le Jouet                            | François Perrin                              | Francis Veber                 |
| 1978 | Blyg man gör så gott han kan        | Pierre Renaud                                | Pierre Richard                |
| 1978 | Nu sticker vi                       | Jean-Philippe Duroc                          | Gérard Oury                   |
| 1979 | C'est pas moi, c'est lui            | Pierre Renaud                                | Pierre Richard                |
| 1980 | Le Coup du parapluie                | Grégoire Lecomte                             | Gérard Oury                   |
| 1981 | La Chèvre                           | François Perrin                              | Francis Veber                 |
| 1983 | Un chien dans un jeu de quilles     | Pierre Cohen                                 | Bernard Guillou               |
| 1983 | Les Compères                        | François Pignon                              | Francis Veber                 |
| 1984 | Le Jumeau                           | Matthias och Mathieu Duval                   | Yves Robert                   |
| 1985 | Les Rois du gag                     | själv                                        | Claude Zidi                   |
| 1986 | Ett rån för mycket                  | François Pignon                              | Francis Veber                 |
| 1988 | À gauche en sortant de l'ascenseur  | Yann Ducoudray                               | Édouard Molinaro              |
| 1990 | Promotion canapé                    | angivaren                                    | Didier Kaminka                |
| 1990 | Bienvenue à bord !                  | liftaren                                     | Jean-Louis Leconte            |
| 1991 | On peut toujours rêver              | Charles de Boisleve, som kallas "L'Empereur" | Pierre Richard                |
| 1992 | Vieille Canaille                    | Charlie                                      | Gérard Jourd'hui              |
| 1993 | La Cavale des fous                  | Bertrand Daumale                             | Marco Pico                    |
| 1994 | La partie d'échecs                  | Ambroise, pastorn                            | Yves Hanchar                  |
| 1997 | Droit dans le mur                   | Romain                                       | Pierre Richard                |
| 2003 | Mariées mais pas trop               | Maurice Donnay                               | Catherine Corsini             |
| 2003 | Les Clefs de bagnole                | själv                                        | Laurent Baffie                |
| 2005 | En attendant le déluge              | Jean-René                                    | Damien Odoul                  |
| 2005 | Le Cactus                           | Christian                                    | Gérard Bitton och Michel Munz |
| 2007 | Le Serpent                          | Maître Gilles Cendras                        | Éric Barbier                  |
| 2008 | Paris 36                            | Max, som kallas "Monsieur TSF"               | Christophe Barratier          |
| 2009 | King Guillaume                      | William-Fernand                              | Pierre-François Martin-Laval  |
| 2009 | Victor                              | Victor Corbin                                | Thomas Gilou                  |
| 2009 | Le Bonheur de Pierre                | Pierre Martin                                | Robert Ménard                 |
| 2010 | Et si on vivait tous ensemble ?     | Albert                                       | Stéphane Robelin              |
| 2012 | Mina päron                          | Jean                                         | Éric Besnard                  |
| 2013 | Les Âmes de papier                  | Victor                                       | Vincent Lannoo                |

## Andra aktiviteter
Sedan 1986 är Pierre Richard också vinmakare. Han äger 50 hektar vingårdar som producerar omkring 80 000 flaskor per år (rött vin och rosévin) under namnet Château Bel Évêque i Gruissan, Aude.

## Priser och utmärkelser
- Filmfestivalen i Karlovy Vary 1996, Bästa Skådespelare för filmen Les Mille et Une Recettes du cuisinier amoureux
- Festivalen Just for Laughs i Montréal 2004 : hyllningspris
- Césarpriset 2006 : hederspris
- Magrittepriset 2015 : hederspris (Belgien)
- Chevalier av Hederslegionen